# オラシオ・エリソンド
オラシオ・マルセロ・エリソンド（Horacio Marcelo Elizondo、1963年11月4日 - ）は、アルゼンチン・キルメス出身のサッカー審判員である。本業は教師（体育）。

## 経歴
1996年のW杯南米予選のエクアドル対コロンビア戦で国際試合デビュー。以後、2004年アテネ五輪でも主審を務めるなど、国際試合を担当する。
2006年のW杯では、開幕戦と決勝戦を含む5試合の主審を任された。アルゼンチン人として初めてW杯決勝戦の主審を務め、また、開幕戦と決勝戦を同一主審が裁くのもW杯史上初めてであった。グループリーグの韓国対スイス戦におけるスイスの2点目のゴールでは、副審がオフサイドの旗を上げたが韓国選手の足に当たったと判断し、ゴールを認めた。しかしこの判定は韓国国内で物議を醸した。また、準々決勝イングランド対ポルトガルでは後半17分にイングランドのウェイン・ルーニーによる報復行為を見逃さず、一発退場にした。そしてフランスとイタリアで争われた決勝戦ではジネディーヌ・ジダンの暴行を察知しレッドカードを差し出した。ちなみにエリソンドはこの時に第4の審判からの指摘があったと語っている。

## 主な担当試合
- 1998 FIFAワールドカップ

エクアドル対コロンビア（南米予選）
- 2003 FIFAワールドユース選手権:日本対韓国（決勝トーナメント1回戦）
- 2006 FIFAワールドカップ

ドイツ対コスタリカ（グループリーグ、開幕戦）
チェコ対ガーナ（グループリーグ）
スイス対韓国（グループリーグ）
イングランド対ポルトガル（準々決勝）
イタリア対フランス（決勝）